# Wohn- und Wirtschaftsgebäude Buchenweg 7

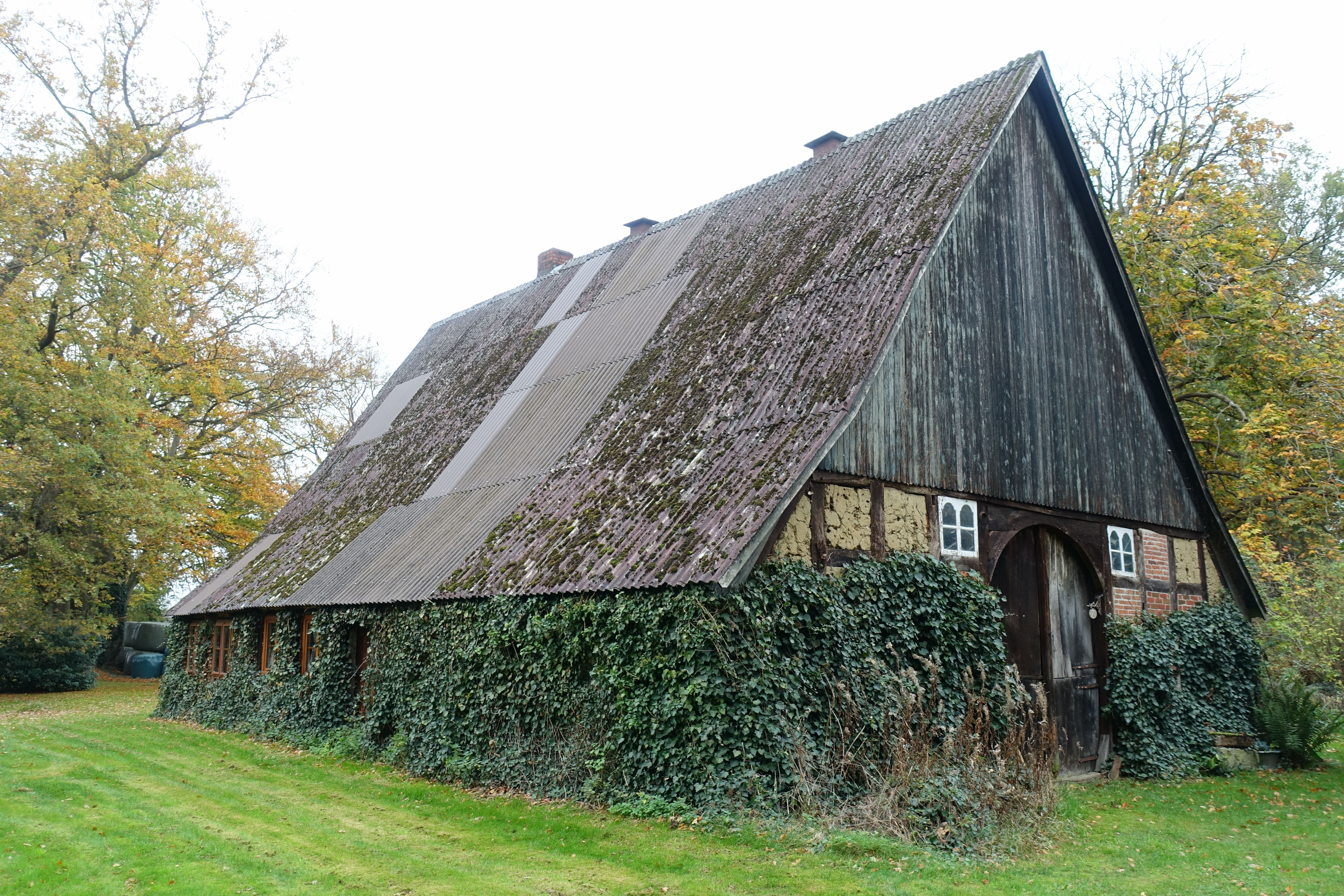
West- und Südfassade (2022)

Das Wohn- und Wirtschaftsgebäude Buchenweg 7 in der niedersächsischen Gemeinde Farven wurde am Anfang des 19. Jahrhunderts gebaut. Aktuell (2025) wird es zum Wohnen und gewerblich genutzt.
Die Gebäude stehen unter Denkmalschutz (siehe auch Liste der Baudenkmale in Farven).

## Beschreibung
Das eingeschossige giebelständige Gebäude als Zweiständer-Hallenhaus in Fachwerk mit Lehm- und Steinausfachungen, Satteldach und Grooter Door mit Korbbogen sowie regionaltypischer senkrechter Verbretterung in den Giebeldreiecken wurde 1802 (Inschrift) gebaut.
Das Landesdenkmalamt befand u. a.: „… ein regionstypisches Hallenhaus der ersten Hälfte des 19. Jahrhunderts ….“